# Crescimento monopodial

Crescimento monopodial.

Crescimento monopodial é um termo da botânica que se refere à maneira de brotação das plantas que crescem verticalmente, de gemas em suas terminações ou ápices. A maioria das árvores apresenta este tipo de crescimento.